# 八丈島温泉
八丈島温泉（はちじょうじまおんせん）は、東京都八丈町、八丈島にある温泉の総称。
主に観光ガイドなどで用いられている名称である。各温泉を湯巡りできる一日入浴券や、八丈町営バスと併せたフリーパス「BU・SU・PA(バスパ)」も販売されるている。

## 温泉一覧

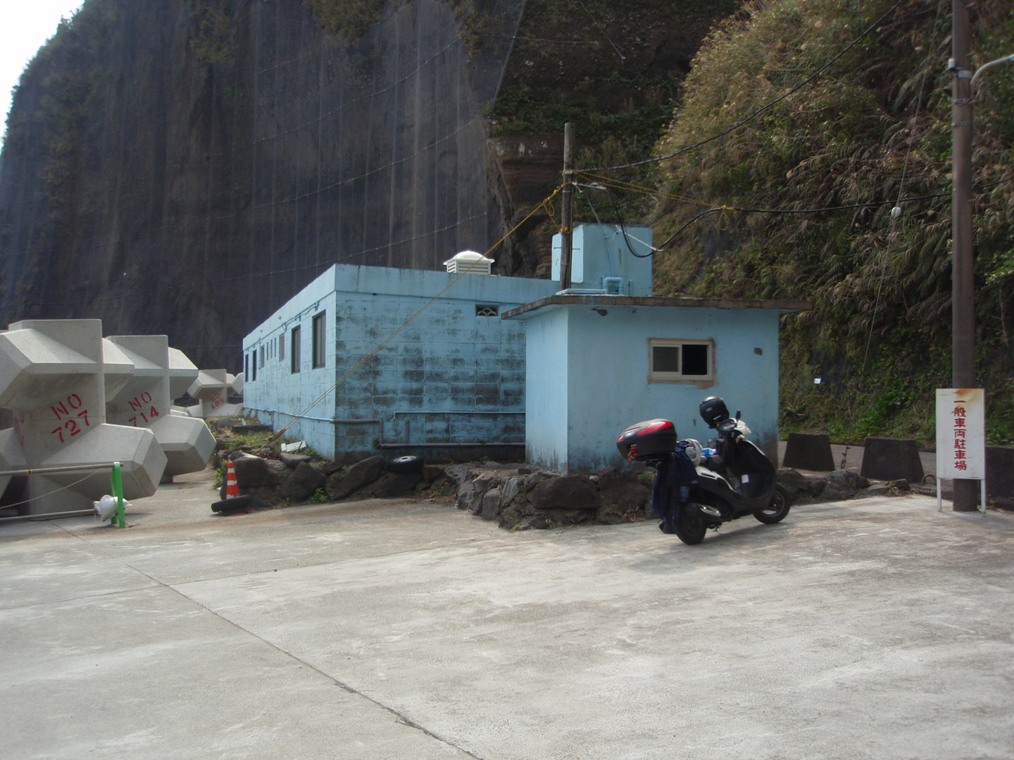
洞輪沢温泉

いずれも、三原山の南側にあたる坂上地区（樫立・中之郷・末吉）に立地する。

### 樫立向里温泉
かしたてむかいざとおんせん。公衆浴場「ふれあいの湯」、「ふれあいの湯 だんらん」が存在する。温泉スタンドも存在する。
- 泉質 - ナトリウム-塩化物強塩温泉[3]
  - 源泉温度 : 57.8℃

### 中之郷温泉
公衆浴場「やすらぎの湯」が存在する。温泉スタンドも存在する。
- 泉質 - ナトリウム-塩化物温泉[3]
  - 源泉温度 : 61℃

### 裏見ヶ滝温泉
無料で入浴可能な露天風呂が存在する。要水着着用の男女混浴の温泉である。
- 泉質 : ナトリウム-塩化物強塩温泉[3]
  - 源泉温度 : 53.1℃

### 末吉温泉
公衆浴場「みはらしの湯」が存在する。
- 泉質 - 含ヨウ素-ナトリウム-塩化物強塩温泉[3]
  - 源泉温度 : 49.9℃

### 洞輪沢温泉
ぼらわざわおんせん。無料で入浴可能な共同浴場が洞輪沢漁港横に存在する。
- 泉質 - カルシウム・ナトリウム-炭酸水素塩・塩化物・硫酸塩温泉[4][1]
  - 源泉温度 : 41℃

### 汐間温泉
洞輪沢温泉の先の海岸波打ち際に沸く野湯。干潮時に岩をよける等して入浴する。
- 泉質 - 塩化物泉[5]